# Blok konstytucyjny
Blok konstytucyjny – we francuskiej praktyce konstytucyjnej określenie źródeł prawa konstytucyjnego. Na blok składają się:
- Konstytucja Francji z 1958 roku,
- Deklaracja Praw Człowieka i Obywatela z 26 sierpnia 1789 roku,
- wstęp do konstytucji z 27 października 1946 roku,
- zasady podstawowe, uznane przez ustawy Republiki Francuskiej,
- cele działalności państwa o randze konstytucyjnej.
- Karta Środowiskowa (2004).